# Demokratska stranka umirovljenika Slovenije
Demokratska stranka umirovljenika Slovenije (slovenski: Demokratična stranka upokojencev Slovenije ili DeSUS) je politička stranka u Sloveniji. 
Na zadnjim slovenskim parlamentarnim izborima koji su održani 3. listopada 2004. godine, stranka je osvojila 4.1% glasova, tj. 4 od 90 zastupničkih mjesta. Stranka je dio trenutne vladajuće koalicije, a vodi je Ljubo Jasnič.
Zastupljenost u parlamentu:

## Vanjske poveznice
- Službena stranica  Arhivirana inačica izvorne stranice od 14. veljače 2021. (Wayback Machine)